# Nyanpire
Nyanpire - The Vampire Cat (にゃんぱいあ The Animation?, Nyanpaia The Animation, lett. "Nyanpire The Animation") è una serie dōjinshi manga ideata da yukiusa, incentrata sulle avventure di un gatto vampiro che dà il nome alla serie (intitolata Nyanpire in quanto unione delle parole vampire e l'onomatopea giapponese miao) e degli altri suoi compagni felini dalla natura sovrannaturale. Nel 2011 lo studio Gonzo ne ha realizzato un adattamento anime di 12 episodi, diretti da Takahiro Yoshimatsu, alla sua prima esperienza di regista.
I diritti internazionali al di fuori dell'Asia sono stati acquistati da Crunchyroll che ha pubblicato la serie anime in versione sottotitolata in varie lingue, compresa quella italiana, il 29 aprile 2021, a distanza di quasi dieci anni dalla trasmissione originaria.

## Trama
In fin di vita, un piccolo gattino si è visto salvare la vita da un caritatevole vampiro. Questi, per far sopravvivere il felino morente, gli fa bere un po' del suo sangue, salvandolo da morte certe ma rendendolo di fatto un suo simile: un gatto vampiro.
Nonostante la propria natura eccezionale, il gatto - ribattezzato "Nyanpire" - è stato adottato da una bambina, Misaki e durante la sua lenta e tranquilla vita spesa a zonzo per il quartiere conosce altri animali eccezionali: un angelo, un samurai e una coppia di dispettosi gemelli.

## Personaggi

Da sinistra a destra: Chachamaru, Masamunya, Naynpire e Nyatenshi

Nyanpire (にゃんぱいあ?, Nyanpaia)
Doppiato da: Ami Koshimizu
Un gatto nero rinato vampiro che vive con l'umana padroncina Misaki. Solare ed ingenuo, pur di soddisfare la sua sete d sangue, finisce spesso per bere ketchup ed altre salse rosse.
Masamunya Dokuganryu (独眼竜まさむにゃ?, Dokuganryū Masamunya)
Doppiato da: Noriaki Sugiyama
Un gatto samurai goffo ed orgoglioso. Dopo essere stato vittima di Nyanpire, s'innamora perdutamente del gatto-vampiro credendolo una femmina. Anche dopo aver scoperto la verità, in grande imbarazzo, seguita tuttavia a corteggiare Nyanpire.
Nyatenshi (にゃてんし?)
Doppiato da: Jun Fukuyama
Un gatto angelo malizioso che ama seminare subdolamente zizzania o prendersi gioco dei suoi due amici felini più ingenui. Cacciato dal Paradiso perché amante delle gattine e del denaro, non ravvedutosi, seguita a perseverare nel vizio anche una volta sceso sulla Terra.
Chachamaru (茶々丸?)
Doppiato da: Yūko Gotō
Un gatto siamese contraddistinto dal grosso fiocco che porta al collo. Accolto da Misaki, è diventato il fratello minore adottivo di nyanpire, ma dei due il più responsabile è proprio Chachamaru.
Mori-kun (毛利くん?) Komori-kun (小森くん?)
Doppiati da: Nozomi Maeda
Due dispettosi fratelli pipistrelli che conoscono le origini di Nyanpire.
Misaki-chan (美咲ちゃん?)
Doppiata da: Shion Hirota
La padroncina umana di Nyanpire e Chachamaru.

## Episodi
| Nº | Titolo italiano Giapponese 「Kanji」 - Rōmaji - Traduzione letterale                                                                | In onda           | In onda |
| Nº | Titolo italiano Giapponese 「Kanji」 - Rōmaji - Traduzione letterale                                                                | Giapponese        |         |
| 1  | Dammi del sangue 「血ぃくれにゃ」 - Chii Kure nya – "Voglio del sangue, miao!"                                                      | 6 luglio 2011     |         |
| 2  | Appare il drago con un solo occhio, Masamunya 「独眼流まさむにゃ登場」 - Dokugan-ryū Masamunya tōjō – "Appare Dokuganryu Masamunya" | 13 luglio 2011    |         |
| 3  | Appare Nyatenshi-san 「にゃてんしさん登場」 - Nyatenshi-san tōjō – "Appare Nyatenshi"                                               | 20 luglio 2011    |         |
| 4  | La storia di Nyatenshi-san 「にゃてんしさん物語」 - Nyatenshi-san monogatari – "La storia di Nyatenshi"                             | 27 luglio 2011    |         |
| 5  | Piacere di conoscerti 「はじめまして」 - Hajimemashite – "Piacere di conoscerti"                                                    | 3 agosto 2011     |         |
| 6  | Vuoi venire da me? 「うちに来ないか」 - Uchi ni konai ka – "Vuoi venire a casa mia?"                                                | 10 agosto 2011    |         |
| 7  | Appaiono Mori-kun e Komori-kun 「毛利くんと小森くん登場」 - Mōri-kun to Komori-kun tōjō – "Appaiono Mori e Tomori"                  | 17 agosto 2011    |         |
| 8  | Il festival estivo 「夏祭り」 - Natsu matsuri – "Festival estivo"                                                                   | 24 agosto 2011    |         |
| 9  | La prima commissione 「はじめてのおつかい」 - Hajimete no otsukai – "La mia prima commissione"                                      | 31 agosto 2011    |         |
| 10 | La devozione del guerriero Masamunya 「武士まさむにゃの献身」 - Bushi Masamunya no kenshin – "Il sacrificio del soldato Masamunya"  | 7 settembre 2011  |         |
| 11 | Halloween 「ハロウィン」 - Harowin – "Halloween"                                                                                    | 14 settembre 2011 |         |
| 12 | Il ritorno del vampiro 「ヴァンパイア再び」 - Vampaia futatabi – "Vampiro di nuovo"                                                 | 21 settembre 2011 |         |